# Болько III Опольский
Болеслав (Болько) III (пол. Bolko III opolski, около 1330 — 21 сентября 1382) —  князь Опольский (1356 —1370/1375, совместно с братьями) и Стшелецкий (1370/1375—1382).

## Биография
Представитель опольской линии Силезских Пястов. Болеслав был вторым сыном опольского князя Болеслава II (ок. 1300—1356) и Елизаветы Свидницкой (внучки короля Польши Владислава Локетека, 1309/1315 — 1348).
После смерти князя Болеслава II в 1356 году его сыновья Владислав Опольчик, Болеслав III и Генрих унаследовали Опольское княжество. Владислав сумел уговорить братьев не делить небольшую территорию княжества и признать его доминирующую роль в управлении им. Болеслав и Генрих остались формально соправителями Опольского княжества, но фактически вся власть принадлежала Владиславу.
В 1370/1375 году после смерти своего бездетного дяди, князя Альберта Стшелецкого, Болеслав III стал самостоятельным правителем, унаследовав Стшелецкое княжество. Болеслав III практически не участвовал в политике. Большую часть своей жизни он провел при дворах чешского короля Карла IV Люксембургского в Праге и короля Венгрии Людовика Великого в Будапеште. В 1355 году Болеслав III участвовал в поездке Карла IV в Рим для получения императорской короны, а в 1365 году сопровождал его в Авиньон. В 1377 году вместе со старшим братом Владиславом Опольчиком участвовал в военной кампании Людовика Венгерского на Белз.
Князь Болеслав III Опольский скончался 21 сентября 1382 года и был похоронен в часовне Святой Анны во францисканском монастыре в Ополе. После его смерти Стшелецкое княжество унаследовали четверо его сыновей: Ян Кропидло, Болеслав IV, Генрих II и Бернард. Опеку над несовершеннолетними сыновьями Болеслава III принял на себя их дядя Владислав Опольчик.

## Семья
В 1355 году Болеслав III Опольский женился на Анне (ум. 8 апреля 1378), происхождение которой неизвестно. Возможно Анна была дочерью князя Яна I Освенцимского. Супруги имели пятерых детей:
- Ян Кропидло (1360/1364 — 3 марта 1421), князь Стшелецкий (1382—1396) и Опольский (1396—1421), епископ познанский (1382—1384), архиепископ гнезненский (1389—1394), епископ камминский (1394—1398), хелминский (1398—1402) и влоцлавский (1384—1389, 1402—1421)
- Болеслав IV (1363/1367 — 6 мая 1437), князь Стшелецкий (1382—1400), Немодлинский (1382—1400) и Опольский (1396—1437)
- Генрих II (1374 — 22 декабря 1394), князь Стшелецкий (1382—1394) и Немодлинский (1382—1394)
- Бернард (1374/1378 — 2/4 апреля 1455), князь Стшелецкий (1382—1450), Немодлинский (1382—1450) и Опольский (1396—1400)
- Анна (до 8 апреля 1378 — 2 декабря 1455), аббатиса в Тшебнице (1428).